# Kirrwiller
Kirrwiller – miejscowość i gmina we Francji w departamencie Dolny Ren, w Alzacji. Według danych na rok 2007 gminę zamieszkiwało 514 osób.